# فرانك راديشي
فرانك راديشي (بالإنجليزية: Frank Radice)‏ هو شخصية أعمال أمريكي، ولد في 1949 في واشنطن العاصمة في الولايات المتحدة.